# 西布雷登頓 (佛羅里達州)
西布雷登頓（英語：West Bradenton）是位於美國佛羅里達州馬納提縣的一個人口普查指定地區。

## 地理
西布雷登頓的座標為27°30′03″N 82°36′50″W / 27.50083°N 82.61389°W，而該地最高點為海拔高度5米（即16英尺）。

## 人口
根據2010年美國人口普查的數據，西布雷登頓的面積為3.70平方千米，當中陸地面積為3.50平方千米，而水域面積為0.20平方千米。當地共有人口4444人，而人口密度為每平方千米1,201人。